# Município de Margaretta (condado de Erie, Ohio)
O município de Margaretta (em inglês: Margaretta Township) é um município localizado no condado de Erie no estado estadounidense de Ohio. No ano de 2010 tinha uma população de 5.981 habitantes e uma densidade populacional de 46,04 pessoas por km².

## Geografia
O município de Margaretta encontra-se localizado nas coordenadas 41° 25′ 42″ N, 82° 49′ 43″ O. Segundo a Departamento do Censo dos Estados Unidos, o município tem uma superfície total de 129.9 km², da qual 84.47 km² correspondem a terra firme e (34.97%) 45.43 km² é água.

## Demografia
Segundo o censo de 2010, tinha 5.981 habitantes residindo no município de Margaretta. A densidade populacional era de 46,04 hab./km². Dos 5.981 habitantes, o município de Margaretta estava composto pelo 96.59% brancos, o 0.37% eram afroamericanos, o 0.67% eram amerindios, o 0.2% eram asiáticos, o 0.02% eram insulares do Pacífico, o 0.69% eram de outras raças e o 1.47% pertenciam a dois ou mais raças. Do total da população o 2.99% eram hispanos ou latinos de qualquer raça.